# Solun
Solun ali Tesalonika (grško Θεσσαλονίκη, latinizirano: Thessaloníkī ali krajše Σαλονίκη, Saloníkī, turško Selânik) je drugo največje mesto v Grčiji, z nekaj več kot milijonom prebivalcev v svojem metropolitanskem območju in glavno mesto geografske regije Makedonija, upravne regije Osrednja Makedonija in decentralizirane uprave Makedonije in Trakije. Je pomembno gospodarsko, industrijsko in trgovsko središče Egejske Makedonije ter poglavitno severnogrško pristanišče. 
V grščini je znano tudi kot η Συμπρωτεύουσα (i Symprotévousa), dobesedno soprestolnica, kar se nanaša na njegov zgodovinski status kot Συμβασιλεύουσα (Symvasilévousa ali »sovladajoče« mesto Bizantinskega cesarstva poleg Konstantinopla.
Mesto je pomembno pristanišče in sejemsko mesto, v katerem je največji bienale grške diaspore. V mestu je mnogo spomenikov iz bizantinskega in otomanskega obdobja.

## Imena in etimologija
Prvotno ime mesta je bilo Θεσσαλονίκη Thessaloníkē. Ime je dobil po princesi Tesaloniki Makedonski, polsestri Aleksandra Velikega, katere ime pomeni 'tesalska zmaga' iz Θεσσαλός Thessalos in Νίκη 'zmaga' (Nike), v čast makedonski zmagi v bitki pri Krokusovem polju (353/352 pr. n. št.).
Najdemo tudi manj znane različice, vključno {lang|el|Θετταλονίκη}} Thettaloníkē, Θεσσαλονίκεια Thessaloníkeia, Θεσσαλονείκη Thessaloníkē, and Θεσσαλονικέων Thessalonikéon.
Ime Σαλονίκη Saloníki je v grščini prvič izpričano v Morejski kroniki (14. stoletje) in je pogosto v ljudskih pesmih, vendar je moralo nastati prej, saj ga je Al-Idrizi že v 12. stoletju imenoval Salunik. Je osnova za ime mesta v drugih jezikih: Солѹнъ (Solunŭ) v stari cerkveni slovanščini, סאלוניקו (Saloniko) v judovski-španščini (שאלוניקי pred 19. stoletjem). סלוניקי (Saloniki) v hebrejščini, Selenik v albanskem jeziku, سلانیك (Selânik) v osmanski turščini in Selanik v sodobni turščini, Salonicco v italijanščini, Solun ali Солун v lokalnih in sosednjih južnoslovanskih jezikih, Салоники (Saloníki) v ruščini in Sãrunã v aromunščini.
Solun je kot uradno ime mesta oživel leta 1912, ko se je med balkanskimi vojnami pridružil Kraljevini Grčiji. V lokalnem govoru se ime mesta običajno izgovarja s temnim in globokim L, značilnim za naglas sodobnega makedonskega narečja grščine. Ime se pogosto skrajša kot Θεσ/νίκη.

## Zgodovina

### Helenistično obdobje
Mesto je okrog leta 315 pr. n. št. ustanovil makedonski kralj Kasander na mestu ali v bližini starodavnega mesta Therma in 26 drugih lokalnih vasi in ga imenoval po svoji ženi Tesaloniki, hčerki makedonskega kralja Filipa II. in sestri Aleksandra Velikega. Njeno ime je sestavljeno iz besed Θεσσαλοί in Νίκη, kar v prevodu pomeni 'zmaga nad Tesalci'. Takšno ime ji je dal oče Filip II., ker je na dan njenega rojstva premagal Tesalce.
Mesto se je hitro razvijalo in je že v 2. stoletju pr. n. št. dobilo obzidje. V kraljevini Makedoniji je imelo samoupravo in parlament, v katerem je imel kralj svojega predstavnika.

### Rimsko obdobje
Dvajset let po padcu kraljevine Makedonije leta 168 pr. n. št. je leta 148 pr. n. št. Solun postal glavno mesto rimske province Makedonije. Tesalonika je postala svobodno mesto Rimske republike pod Markom Antonijem leta 41 pr. n. št. Postalo je pomembno trgovsko središče na Via Egnatia, cesti, ki je povezovala Dirahij z Bizancem, kar je olajšalo trgovino med Solunom in velikimi trgovskimi središči, kot sta Rim in Bizanc. Solun leži tudi na južnem koncu glavne poti sever-jug skozi Balkan vzdolž dolin reke Morave in Axios, s čimer povezuje Balkan s preostalo Grčijo. Mesto je postalo glavno mesto enega od štirih rimskih okrožij Makedonije.
V času Rimskega cesarstva, okoli leta 50 našega štetja, je bil Solun tudi eno prvih središč krščanstva; medtem ko je na svojem drugem misijonarskem potovanju apostol Pavel tri sobote obiskal glavno sinagogo tega mesta, je zasejal seme za prvo krščansko cerkev v Solunu. Kasneje je Pavel pisal pisma novi cerkvi v Solunu, z dvema pismoma cerkvi pod njegovim imenom, ki se v svetopisemskem kanonu pojavljata kot Prvo in Drugo Tesaloničanom. Nekateri učenjaki menijo, da je Prvo pismo Tesaloničanom prva napisana knjiga Nove zaveze.
Leta 306 je Solun dobil zavetnika, sv. Dimitrija, kristjana, ki naj bi ga Galerij usmrtil. Večina učenjakov se strinja s teorijo Hippolytea Delehayeja, da Demetrij ni bil domačin iz Soluna, vendar se je njegovo čaščenje preneslo v Solun, ko je ta nadomestil Sirmij kot glavno vojaško oporišče na Balkanu. Bazilikalna cerkev, posvečena sv. Dimitriju, Hagios Demetrios, je bila prvič zgrajena v 5. stoletju našega štetja in je zdaj Unescov seznam svetovne dediščine.
Ko je bil Rimski imperij razdeljen na tetrarhijo, je Solun postal upravna prestolnica enega od štirih delov cesarstva pod Galerijem Maksimijanom Cezarjem, kjer je Galerij naročil cesarsko palačo, nov hipodrom, slavolok in mavzolej, med drugimi strukturami.
Leta 379, ko je bila rimska prefektura Ilirik razdeljena med Vzhodno in Zahodno rimsko cesarstvo, je Solun postal glavno mesto nove prefekture Ilirik. Naslednje leto je s Solunskim ediktom krščanstvo postalo državna vera Rimskega cesarstva. Leta 390 so čete pod rimskim cesarjem Teodozijem I. izvedle pokol nad prebivalci Soluna, ki so se uprli zaradi pridržanja priljubljenega kočijaža. Do padca Rima leta 476 je bil Solun drugo največje mesto Vzhodnega rimskega cesarstva.

### Bizantinsko obdobje
Mesto je doživljalo velik razcvet, ki je trajal vse do propada Rimskega cesarstva in vdora barbarov. Leta 620 je mesto prizadel velik potres, v katerem je bil porušen velik del mesta in mestni forum. 
V 6. in 7. stoletju so v okolico Soluna vdrli Avari in Slovani, ki so mesto večkrat neuspešno oblegali, kot pripovedujejo Čudeži svetega Dimitrija. Tradicionalno zgodovinopisje trdi, da se je veliko Slovanov naselilo v zaledju Soluna, vendar pa sodobni učenjaki menijo, da je bilo to preseljevanje v veliko manjšem obsegu, kot se je prej mislilo. V 9. stoletju sta bizantinska misijonarja Ciril in Metod, oba rojena v mestu, ustvarila prvi knjižni jezik Slovanov, staro cerkveno slovanščino, najverjetneje na osnovi slovanskega narečja, ki so ga uporabljali v zaledju njunega rojstnega kraja.
Pomorski napad, ki so ga vodili bizantinski spreobrnjenci v islam (vključno z Leom iz Tripolija) leta 904, je povzročil plenjenje mesta.
Tudi v 9. stoletju so Bizantinci tržnico za bolgarsko blago preselili iz Bizanca v Solun. Bolgarski cesar Simeon I. je zato napadel Trakijo, porazil bizantinsko vojsko in prisilil cesarstvo, da je tržnico vrnilo v Bizanc.  
Gospodarska širitev mesta se je nadaljevala skozi 12. stoletje, ko je vladavina cesarjev Komnenov razširila bizantinski nadzor proti severu. Solun je bil iztrgan iz bizantinskih rok leta 1204, ko so Konstantinopel zavzele sile četrte križarske vojne in vključile mesto in okoliška ozemlja v Solunsko kraljestvo — ki je nato postalo največji vazal Latinskega cesarstva. Leta 1224 je Solunsko kraljestvo prevzel Epirski despotat, ostanek nekdanjega Bizantinskega cesarstva, pod vodstvom Teodorja Komnena Dukasa, ki se je okronal za cesarja, in mesto je postalo prestolnica kratkotrajnega Solunskega cesarstva. Po njegovem porazu pri Klokotnici leta 1230 je Solunsko cesarstvo postalo vazalna država Drugega bolgarskega cesarstva, dokler ga leta 1246 ni ponovno pridobilo Nikejsko cesarstvo.
Leta 1342 je mesto videlo vzpon Komune zelotov, protiaristokratske stranke, sestavljene iz mornarjev in revežev, ki jo danes opisujejo kot socialno-revolucionarno. Mesto je bilo praktično neodvisno od preostalega cesarstva, saj je imelo svojo vlado, obliko republike. Gibanje zelotov je bilo strmoglavljeno leta 1350 in mesto je bilo ponovno združeno s preostalim cesarstvom.
Po smrti cesarja Manuela I. Komnena leta 1180 je začelo Bizantinsko cesarstvo propadati. Leta 1185 so Solun napadli in okupirali Normani s Sicilije in ga precej uničili. Njihova oblast je trajala manj kot leto dni, ker so jih Bizantinci porazili in prisilili k umiku. 
Osmansko zavzetje Galipolija (sodobni Gelibolu) leta 1354 je sprožilo hitro turško ekspanzijo na južnem Balkanu, ki so jo vodili sami Osmani in napol neodvisne turške bojevniške skupine Gazi. Do leta 1369 je Osmanom uspelo osvojiti Adrianople (sodobni Odrin), ki je postal njihova nova prestolnica do leta 1453. Solun, ki mu je vladal Manuel II. Paleolog (vladal 1391–1425), se je po dolgotrajnem obleganju v letih 1383–1387 skupaj z večino vzhodne in osrednje Makedonije predal silam sultana Murata I.. Sprva so predana mesta dobila popolno avtonomijo v zameno za plačilo harača. Po smrti cesarja Ivana V. Paleologa leta 1391 je Manuel II. pobegnil iz osmanskega pripora in odšel v Konstantinopel, kjer je bil okronan za cesarja in nasledil svojega očeta. To je razjezilo sultana Bajazida I., ki je opustošil preostala bizantinska ozemlja in se nato obrnil proti Krizopolisu, ki je bil zajet z nevihto in v veliki meri uničen. Tudi Solun se je takrat ponovno podredil osmanski oblasti, verjetno po kratkem odporu, vendar so z njim ravnali bolj prizanesljivo: čeprav je bilo mesto pod popolnim osmanskim nadzorom, je krščansko prebivalstvo in cerkev obdržala večino svojih posesti, mesto pa je ohranilo svoje institucije.
Solun je ostal v osmanskih rokah do leta 1403, ko se je cesar Manuel II. Paleolog postavil na stran Bajazidovega najstarejšega sina Sulejmana v osmanskem boju za nasledstvo, ki je izbruhnil po porazu in ujetju Bajazida v bitki pri Ankari proti Timur Lenku leta 1402. V zameno za njegovo podporo je v Galipolski pogodbi bizantinski cesar zagotovil vrnitev Soluna, dela njegovega zaledja, polotoka Halkidike in obalne regije med rekama Strymon in Pineios. Solun z okolico je dobil kot avtonomno apanažo Ivana VII. Paleologa. Po njegovi smrti leta 1408 ga je nasledil Manuelov tretji sin, despot Andronik Paleolog, ki ga je do leta 1415 nadzoroval Demetrij Leontar. Solun je po letu 1403 užival obdobje relativnega miru in blaginje, saj so bili Turki zaskrbljeni s svojo državljansko vojno. , vendar so ga leta 1412 (Musa Çelebi [87]) in 1416 (med uporom Mustafe Çelebija proti Mehmedu I. [88]) napadli rivalski osmanski pretendenti. Ko se je osmanska državljanska vojna končala, se je turški pritisk na mesto spet začel povečevati. Tako kot med obleganjem v letih 1383–1387 je to vodilo do ostre delitve mnenj v mestu med frakcijami, ki so podpirale odpor, če je bilo potrebno s pomočjo Zahoda, ali podreditev Osmanom.
Leta 1423 ga je despot Andronik Paleolog odstopil Beneški republiki z upanjem, da ga bo mogoče zaščititi pred Osmani, ki so oblegali mesto. Benečani so držali Solun, dokler ga 29. marca 1430 ni zavzel osmanski sultan Murat II.

### Osmansko obdobje
Ko je sultan Murat II. leta 1430 zavzel Solun in ga oropal, so sodobna poročila ocenila, da je bila približno ena petina mestnega prebivalstva zasužnjena. Osmansko topništvo je bilo uporabljeno za zavarovanje zavzetja mesta in obhod njegovega dvojnega obzidja. Po osvojitvi Soluna so nekateri njegovi prebivalci pobegnili, vključno z intelektualci, kot sta Theodorus Gaza "Thessalonicensis" in Andronik Kalist. Vendar pa sprememba suverenosti iz Bizantinskega cesarstva v Osmansko ni vplivala na prestiž mesta kot velikega cesarskega mesta in trgovskega središča. Solun in Smirna sta bila najpomembnejši trgovski vozlišči Osmanskega cesarstva, čeprav po velikosti manjša od Konstantinopla. Pomen Soluna je bil predvsem na področju ladijskega prometa pa tudi v proizvodnji, medtem ko je bila večina mestnih trgovcev Judov.
V osmanskem obdobju se je prebivalstvo mesta, sestavljeno iz osmanskih muslimanov (vključno s tistimi turškega izvora, pa tudi albanskih muslimanov, bolgarskih muslimanov, zlasti Pomakov in grških muslimanov spreobrnjenega porekla) in muslimanskih Romov, kot so Sepečides Romani, znatno povečalo. Po popisu iz leta 1478 je imel Selânik ((osmanskoturško سلانیك)), kot je mesto postalo znano v osmanski turščini, 6094 krščanskih pravoslavnih gospodinjstev, 4320 muslimanskih in nekaj katoliških. V popisu ni bil zabeležen noben Jud, kar nakazuje, da kasnejši pritok judovskega prebivalstva ni bil povezan z že obstoječo skupnostjo Romaniotov. Kmalu po prelomu iz 15. v 16. stoletje pa se je skoraj 20.000 sefardskih Judov priselilo v Grčijo z Iberskega polotoka po njihovem izgonu iz Španije z dekretom iz Alhambre iz leta 1492. Od ok. 1500 je število gospodinjstev naraslo na 7986 krščanskih, 8575 muslimanskih in 3770 judovskih. Do leta 1519 je gospodinjstev sefardskih Judov štelo 15.715, kar je 54 % prebivalstva mesta. Nekateri zgodovinarji menijo, da je bilo povabilo osmanskega režima k naseljevanju Judov strategija za preprečitev prevlade krščanskemu prebivalstvu v mestu. Mesto je v 16. stoletju postalo največje judovsko mesto na svetu in edino večinsko judovsko mesto na svetu. Zaradi tega je Solun pritegnil preganjane Jude z vsega sveta.
Solun je bil do leta 1826 prestolnica sandžaka Selanik (Solun) znotraj širšega Rumelijskega ejaleta (Balkan), nato pa glavno mesto Selaniškega ejaleta (po letu 1867 Vilajet Selanik). To so med letoma 1826 in 1912 sestavljali sandžaki Selanik, Serres in Drama.
Z izbruhom grške vojne za neodvisnost spomladi 1821 je guverner Jusuf Beg v svojem štabu zaprl več kot 400 talcev. 18. maja, ko je Jusuf izvedel za upor v vaseh Halkidike, je pred njegovimi očmi ukazal pobiti polovico talcev. Solunski mula Hayrıülah takole opisuje Jusufove povračilne ukrepe: »Vsak dan in vsako noč na ulicah Soluna ne slišite drugega kot kričanje in stokanje. Zdi se, da so Jusuf Beg, janičarski age, subaše, hodže in vsi ulemi so ponoreli.« Trajalo bo do konca stoletja, da si bo grška skupnost v mestu opomogla.
Solun je bil tudi janičarsko oporišče, kjer so se urili janičarji novinci. Junija 1826 so redni osmanski vojaki napadli in uničili janičarsko oporišče v Solunu, hkrati pa ubili več kot 10.000 janičarjev, dogodek, znan kot Vaka-i Hayriye - 'srečen dogodek' v osmanski zgodovini. V letih 1870–1917 se je zaradi gospodarske rasti prebivalstvo mesta povečalo za 70 % in leta 1917 doseglo 135.000.
Zadnjih nekaj desetletij osmanskega nadzora nad mestom je bilo obdobje oživitve, zlasti kar zadeva mestno infrastrukturo. V tistem času je osmanska uprava mesta dobila 'uradni' obraz z ustanovitvijo Vladne hiše (turško Konak, grško Κονάκι), medtem ko so bile številne nove javne stavbe zgrajene v eklektičnem slogu, da bi projiciral evropski obraz obeh Soluna in Osmanskega cesarstva. Mestno obzidje je bilo porušeno med letoma 1869 in 1889,  prizadevanja za načrtno širitev mesta so očitna že leta 1879, prvi tramvaj je stekel leta 1888 in mestne ulice so bile leta 1908 osvetljene z električnim tokom s stebri za svetilke. Leta 1888 je Vzhodna železnica povezala Solun s osrednjo Evropo po železnici skozi Beograd in Monastir leta 1893, medtem ko ga je železniška proga Solun–Carigrad (sodobni Istambul) leta 1896 povezala s Carigradom.
Mustafa Kemal Atatürk, ustanovitelj sodobne republike Turčije, se je leta 1881 rodil v Solunu (takrat znan kot Selânik v osmanski turščini). Njegova rojstna hiša na İslahhane Caddesi (zdaj ulica Apostolou 24) je zdaj Atatürkov muzej in je del turškega kompleks konzulata.

### Sodobno obdobje
V prvi balkanski vojni leta 1912 je bil Solun eden od pomembnih vojaških ciljev. 26. oktobra 1912 je bila proglašena združitev Grčije, 18. marca 1913 pa je bil v Solunu v atentatu ubit kralj Jurij I. Grški.
Med prvo svetovno vojno leta 1915 so velike zavezniške ekspedicijske sile vzpostavile oporišče v Solunu za operacije proti pronemški Bolgariji. To je doseglo vrhunec z ustanovitvijo makedonske fronte, znane tudi kot solunska fronta. Začasna bolnišnica, ki so jo vodile Škotske ženske bolnišnice za tujo službo, je bila ustanovljena v zapuščeni tovarni. Leta 1916 so provenizelistično naklonjeni grški vojaški častniki in civilisti ob podpori zaveznikov sprožili vstajo in ustanovili prozavezniško začasno vlado z imenom »Začasna vlada narodne obrambe«. ki je nadzorovala »Nove dežele« (dežele, ki jih je Grčija pridobila v balkanskih vojnah, večino severne Grčije, vključno z grško Makedonijo, Severni Egej in otok Kreta); uradna kraljeva vlada v Atenah, »država Atene«, je nadzorovala »staro Grčijo«, ki je bila tradicionalno monarhistična. Država Solun je bila razveljavljena z združitvijo dveh nasprotujočih si grških vlad pod Venizelosom po abdikaciji kralja Konstantina leta 1917.
V velikem požaru, ki so ga 18. avgusta leta 1917 povzročili nepazljivi francoski vojaki, je pogorel večji del mesta. Več kot četrtina celotnega prebivalstva, približno 271.157, je postala brezdomec. Po požaru je vlada prepovedala hitro obnovo, da bi lahko izvedla novo preoblikovanje mesta v skladu z urbanističnim načrtom v evropskem slogu, ki ga je pripravila skupina arhitektov, med katerimi je bil tudi Britanec Thomas Mawson, pod vodstvom francoskega arhitekta Ernesta Hébrarda.
V požaru je zgorela polovica judovskih hiš, kar je povzročilo množično izseljevanje Judov. Veliko Judov se je preselilo v Palestino, nekaj pa v Francijo in ZDA. Jude so zamenjali grški begunci, ki so pred grško-turško vojno leta 1922 pobegnili iz Smirne v Turčiji.
9. aprila 1941 je Solun zasedla nacistična Nemčija in ga obdržala do 30. oktobra 1944. Mesto je pretrpelo mnogo škode v zavezniških bombardiranjih, judovsko prebivalstvo pa so skoraj v celoti iztrebili nacisti. Preživelo je samo okrog tisoč Judov. Po vojni so mesto obnovili in število prebivalcev se je naglo povečalo. Najhitrejši razvoj je doseglo v 1950-ih in 1980-ih letih, vendar brez urbanističnega načrta. Posledice nenačrtnega razvoja so zaradi prometnih gneč opazne še danes.
20. junija 1978 je mesto prizadel močan potres, v katerem se je porušilo mnogo zgodovinskih spomenikov. V potresu je umrlo 40 prebivalcev. 
Zgodnjekrščanski spomeniki v Solunu so od leta 1988 na Unescovem seznamu svetovne kulturne dediščine. Mesto, ki je bilo leta 1977 Evropsko mesto kulture, je tudi pomembno univerzitetno središče jugovzhodne Evrope, v katerem je največja grška in makedonska Aristotelova univerza.

## Geografija
Solun leži na kakšnih dvajsetih kilometrih obale Solunskega zaliva na severu Egejskega morja. Zahodno od mesta je Solunsko polje, obširna ravnina ob ustju reke Vardar (grško Aksios), ki se 20 km zahodno od mesta izliva v Egejsko morje. Na severni in vzhodni strani je mesto obdano s hribovjem Hortiatis.
Solun leži na severnem robu Termaiškega zaliva na njegovi vzhodni obali, na jugovzhodu pa ga omejuje gora Chortiatis. Zaradi bližine mogočnih gorskih verig, hribov in prelomnic, zlasti proti jugovzhodu, je mesto v preteklosti postalo nagnjeno k geološkim spremembam.
Solun so že od srednjega veka prizadeli močni potresi, zlasti leta 1759, 1902, 1978 in 1995. 19. in 20. junija 1978 je mesto utrpelo vrsto močnih potresov z močjo 5,5 in 6,5 stopnje po Richterjevi lestvici. Potresi so povzročili precejšnjo škodo na številnih stavbah in starodavnih spomenikih, vendar je mesto brez večjih težav prestalo katastrofo. Ena stanovanjska stavba v središču Soluna se je zrušila med drugim potresom, pri čemer je umrlo veliko ljudi, končno število žrtev pa se je povišalo na 51.

### Podnebje
Podnebje je pretežno sredozemsko, zaradi odprtosti ozemlja proti severu pa je mesto tudi pod močnim vremenskim vplivom Balkana. Negativne zimske temperature in manjše količine snega zato niso nobena redkost. Poletja so topla in ne prevroča, z manjšimi padavinami, predvsem nalivi. Letna količina padavin je 451 mm.

## Mestna panorama
Arhitektura v Solunu je neposredna posledica položaja mesta v središču vseh zgodovinskih dogodkov na Balkanu. Poleg trgovskega pomena je bil Solun dolga stoletja tudi vojaško in upravno središče regije, poleg tega pa tudi prometna povezava med Evropo in Levantom. V mestu so se naselili trgovci in begunci iz vse Evrope. Potreba po komercialnih in javnih zgradbah v tem novem obdobju blaginje je privedla do gradnje velikih stavb v mestnem središču. V tem času so se v mestu zgradile banke, veliki hoteli, gledališča, skladišča in tovarne. Arhitekti, ki so v poznem 19. in zgodnjem 20. stoletju zasnovali nekatere najbolj opazne stavbe v mestu, so Vitaliano Poselli, Pietro Arrigoni, Xenophon Paionidis, Salvatore Poselli, Leonardo Gennari, Eli Modiano, Moshé Jacques, Joseph Pleyber, Frederic Charnot, Ernst Ziller, Max Rubens, Filimon Paionidis, Dimitris Andronikos, Levi Ernst, Angelos Siagas, Alexandros Tzonis in drugi, ki uporabljajo predvsem sloge eklekticizma, secesije in neobaroka.
Zasnova mesta se je spremenila po letu 1870, ko so se obmorske utrdbe umaknile obsežnim pomolom in je bilo porušeno veliko najstarejših mestnih obzidij, vključno s tistimi, ki obkrožajo Beli stolp, ki je danes glavna znamenitost mesta. Ker so bili deli zgodnjega bizantinskega obzidja porušeni, je to omogočilo, da se je mesto razširilo proti vzhodu in zahodu vzdolž obale.
Širitev trga Eleftherias proti morju je dokončala novo trgovsko središče mesta in je takrat veljal za enega najbolj živahnih trgov v mestu. Ko je mesto raslo, so se delavci zaradi bližine tovarn in industrijskih dejavnosti preselili v zahodna okrožja; medtem ko so se srednji in višji sloji postopoma selili iz mestnega središča v vzhodna predmestja in zapuščali predvsem podjetja. Leta 1917 je mesto zajel uničujoč požar in nenadzorovano gorel 32 ur. Uničil je zgodovinsko središče mesta in velik del njegove arhitekturne dediščine, vendar je utrl pot sodobnemu razvoju s širšimi diagonalnimi avenijami in monumentalnimi trgi.

### Center mesta
Po velikem solunskem požaru leta 1917 je skupina arhitektov in urbanistov, vključno s Thomasom Mawsonom in Ernestom Hebrardom, francoskim arhitektom, izbrala bizantinsko dobo kot osnovo svojih načrtov za (ponovno) gradnjo mestnega središča Soluna. Nov načrt mesta je vključeval osi, diagonalne ulice in monumentalne trge z ulično mrežo, ki bi nemoteno usmerjala promet. Načrt iz leta 1917 je vključeval določbe za prihodnje širitve prebivalstva in ulično in cestno mrežo, ki bi zadostovala in še danes zadostuje. Vsebovala je lokacije za javne stavbe in predvidevala obnovo bizantinskih cerkva in osmanskih mošej.
Imenuje se tudi zgodovinsko središče in je razdeljeno na več okrožij, vključno s trgom Dimokratias (Trg demokracije, znan tudi kot Vardaris), Ladadika (kjer so številna zabavišča in taverne), Kapani (kjer je osrednja mestna tržnica Modiano), Diagonios , Navarinou, Rotonda, Agia Sofia in Hippodromio, ki so okoli najbolj osrednje točke Soluna, Aristotelovega trga.
Različne komercialne stoe okoli Aristotela so poimenovane po preteklosti mesta in zgodovinskih osebnostih mesta, kot so stoa Hirsch, stoa Carasso/Ermou, Pelosov, Colombou, Levi, Modiano, Morpurgo, Mordoch, Simcha, Kastoria, Malakopi, Olympios, Emboron, Rogoti , Vyzantio, Tatti, Agiou Mina, Karipi itd.
V zahodnem delu mestnega središča so sodišča v Solunu, osrednja mednarodna železniška postaja in pristanišče, medtem ko njegova vzhodna stran gosti dve mestni univerzi, Mednarodni razstavni center v Solunu, glavni mestni stadion, arheološki in bizantinski muzej, novo mestno hišo in osrednji park in vrtove in sicer parki ΧΑΝΘ in Pedion tou Areos.

## Prebivalstvo

### Občina Solun
| 406.413 \|                  |
| 383.967 \| −22.446 (−5,52%) |
| 363.987 \| −19.980 (−5,20%) |

Število prebivalcev v občini se stalno zmanjšuje, število prebivalcev v samem mestu pa zaradi priseljevanja iz predmestij stalno raste.

### Solunski Judje
Solunski Judje so bili večinoma sefardskega porekla, čeprav je v mestu živela tudi manjša skupina Romaniotov. V času Osmanskega cesarstva je judovska skupnost štela več kot polovico mestnega prebivalstva. Zaradi njihovega vpliva je tudi mnogo nejudovskega prebivalstva govorilo ladino, ob sobotah, na judovski sabat, pa je mesto praktično ugasnilo. Slika se je spremenila šele leta 1912, ko je  Solun pripadel Grčiji.  
Po velikem požaru leta 1917 je število judovskega prebivalstva začelo hitro upadati, ker je grška vlada v svojih naporih za helenizacijo mesta Judom sicer nadomestila njihovo škodo, vendar je načrtno onemogočala vrnitev na njihove domove. Veliko število Judov se je zato preselilo v Turčijo, ZDA, Evropo in Aleksandrijo v Egiptu. Grčija je leta 1922 prepovedala trgovino ob nedeljah, kar je dodatno prizadelo judovske trgovce.
Solunski Judje so bili kljub temu vse do druge svetovne vojne še vedno pomemben del prebivalstva. V holokavstu med drugo svetovno vojno so nacisti pomorili 96 % judovskega prebivalstva in njihova skupnost v Solunu je ugasnila. Danes živi v mestu samo kakšnih tisoč Judov.

## Starokrščanski in bizantinski spomeniki v Solunu (UNESCO)
- Cerkev sv. Dimitrija, zavetnika mesta, zgrajena v 4. stoletju, je največja bazilika v Grčiji in eden najvidnejših paleokrščanskih spomenikov v mestu.
- Hagija Sofija
- Cerkev Panagia Chalkeon v Solunu (1028 n. š.), ena od 15 mest Unescove svetovne dediščine v mestu
- Bizantinska kopel Gornjega mesta

Zaradi pomena Soluna v zgodnjem krščanskem in bizantinskem obdobju je mesto gostitelj več paleokrščanskih spomenikov, ki so pomembno prispevali k razvoju bizantinske umetnosti in arhitekture v celotnem Bizantinskem cesarstvu in tudi v Srbiji. Razvoj cesarske bizantinske arhitekture in blaginja Soluna gresta z roko v roki, zlasti v prvih letih cesarstva,  ko je mesto še naprej cvetelo. Takrat je bil zgrajen kompleks rimskega cesarja Galerija in prva cerkev sv. Demetrija.
Do 8. stoletja je mesto postalo pomembno upravno središče Bizantinskega cesarstva in je urejalo velik del balkanskih zadev cesarstva. V tem času so v mestu nastale bolj opazne krščanske cerkve, ki so zdaj del Soluna na Unescovem seznamu svetovne dediščine, kot so cerkev svete Katarine, Hagija Sofija v Solunu, Cerkev Ahejropoeta, cerkev Panagia Halkeon. Ko je Osmansko cesarstvo leta 1430 prevzelo nadzor nad Solunom, je bila večina mestnih cerkva spremenjena v mošeje, vendar so preživele do danes. Popotniki, kot sta Paul Lucas in Abdulmejid I., dokumentirajo bogastvo mesta v krščanskih spomenikih v letih osmanskega nadzora nad mestom.
Cerkev Hagios Demetrios je pogorela med velikim solunskim požarom leta 1917, tako kot številni drugi mestni spomeniki, vendar so jo obnovili. Med drugo svetovno vojno je bilo mesto obsežno bombardirano, zaradi česar so bili številni starokrščanski in bizantinski spomeniki v Solunu močno poškodovani. Nekatera mesta so bila obnovljena šele v 1980-ih. Solun ima več spomenikov, uvrščenih na Unescov seznam svetovne dediščine, kot katero koli drugo mesto v Grčiji, skupno 15 spomenikov.